# Dornier Do 11
Die Dornier Do 11 war der erste reguläre Bomber der Luftwaffe des Dritten Reiches.

## Entwicklung
Entworfen wurde das Flugzeug auf Basis der 1925 von Claude Dornier für Japan entwickelten Dornier Do F, einem zweimotorigen Passagierflugzeug. Das Flugzeug, ein abgestrebter Schulterdecker in Ganzmetall-Schalenbauweise mit starrem Normalfahrwerk, wurde 1932 für die Verwendung als Transportflugzeug und Bomber neu durchkonstruiert und mit zwei Siemens-Jupiter-Sternmotoren mit jeweils 510 PS ausgerüstet. Der Erstflug des Prototyps mit der Werknummer 230 erfolgte durch Egon Farth am 7. Mai 1932 vom Dornier-Werksflugplatz in Löwental aus. Die Zulassung als D–2207 erhielt er nach dem Ende der Erprobung im August des Jahres.

## Einsatz

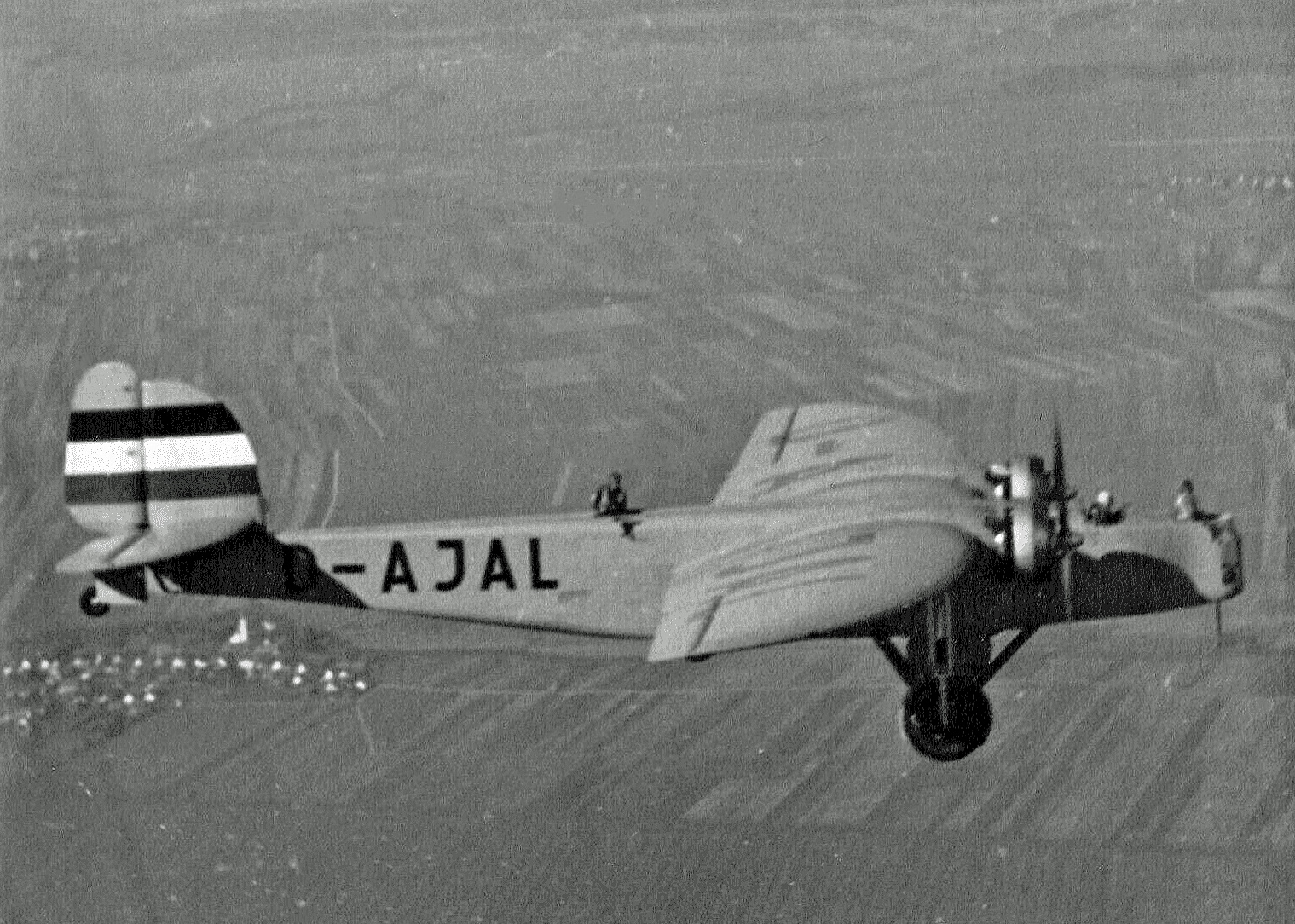
Dornier Do 11 „D-AJAL“ im Flug (1932/33)

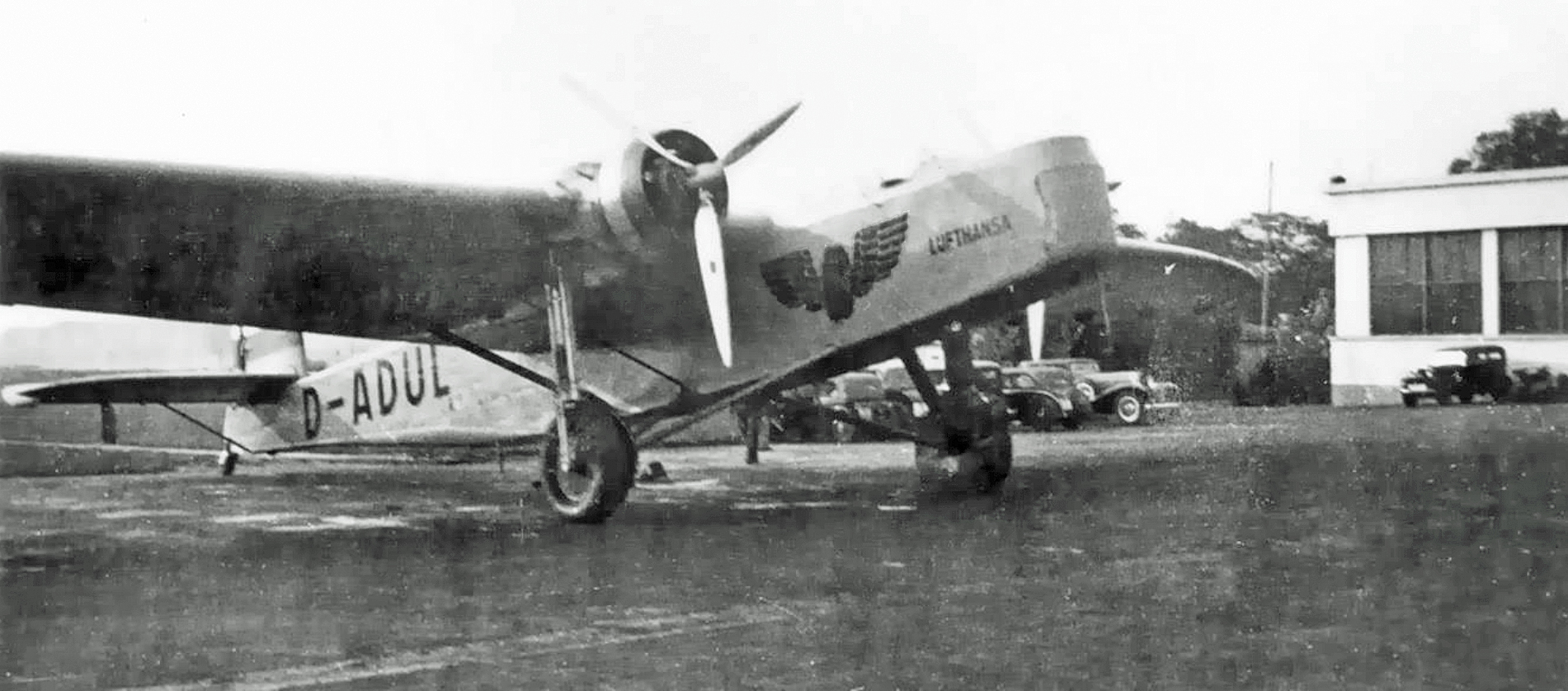
Dornier Do 11/Do F „D-ADUL“ mit Flügelrad-Emblem der Reichsbahn als Frachtflugzeug für die „Reichsbahnflugstrecke“ (1936)

In der 1932er Konfiguration wurde die Do F 1933 als Frachtmaschine in die zur Tarnung geschaffenen Vorläufer-Einrichtungen einer neuen deutschen Luftwaffe eingegliedert. Zum Beispiel auf der „RB201“, einer sogenannten „Reichsbahnflugstrecke“ Berlin–Danzig–Königsberg, die im Namen der Deutsche Reichsbahn – offiziell für schnellere Frachtzustellung – von der Lufthansa eingerichtet worden war, um zukünftigen Bomberbesatzungen Erfahrungen in der Navigation im Langstrecken- und Blindflug zu verschaffen.
Die ab 1934 in die Luftwaffe integrierte Do 11 entsprach im Aufbau der Do F. Die Besatzung bestand aus vier Mann: einem Piloten, dem Funker und zwei jeweils in offenen Ständen untergebrachten Bordschützen.
Zwölf Do 11 wurden Mitte 1937 an die königlich-bulgarischen Luftstreitkräfte geliefert.

## Technische Daten

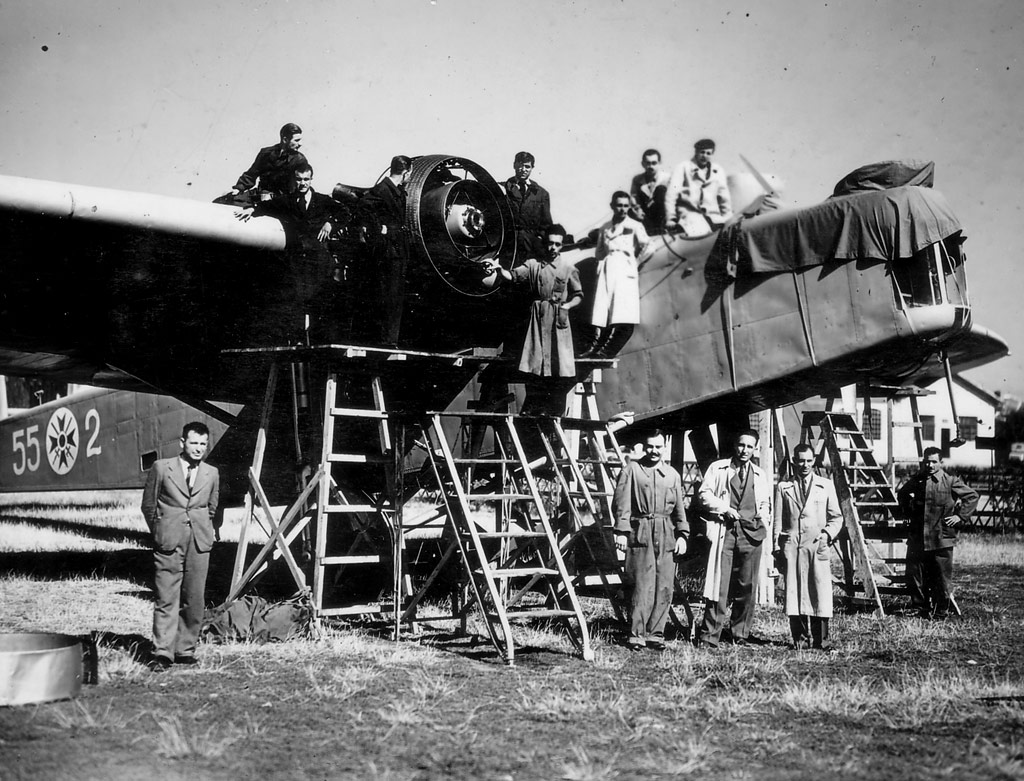
Bulgarische Do 11 (1938)

| Kenngröße                          | Do F (Do 11A)                                                     | Do 11C                                                             | Do 11D                                                             |
| ---------------------------------- | ----------------------------------------------------------------- | ------------------------------------------------------------------ | ------------------------------------------------------------------ |
| Besatzung                          | 4                                                                 | 4                                                                  | 4                                                                  |
| Länge                              | 18,64 m                                                           | 18,64 m                                                            | 18,77 m                                                            |
| Spannweite                         | 28,0 m                                                            | 28,0 m                                                             | 26,30 m                                                            |
| Höhe                               | 6,32 m                                                            | 6,32 m                                                             | 6,32 m                                                             |
| Flügelfläche                       | 111 m²                                                            | 111 m²                                                             | 107,80 m²                                                          |
| Flügelstreckung                    | 7,1                                                               | 7,1                                                                | 6,4                                                                |
| Zuladung                           | 3020 kg                                                           | 2065 kg                                                            | 2370 kg                                                            |
| Nutzlast                           | 1650 kg                                                           | 1065 kg                                                            | 1370 kg                                                            |
| Leermasse                          | k. A.                                                             | k. A.                                                              | 5060 kg                                                            |
| Rüstmasse                          | 4660 kg                                                           | 5830 kg                                                            | 5830 kg                                                            |
| Startmasse                         | 8000 kg                                                           | 8215 kg                                                            | 8200 kg                                                            |
| Reisegeschwindigkeit               | 212 km/h                                                          | 225 km/h                                                           | 198 km/h in Bodennähe                                              |
| Höchstgeschwindigkeit in Bodennähe | 242 km/h                                                          | 250 km/h                                                           | 252 km/h                                                           |
| Landegeschwindigkeit               | 100 km/h                                                          | k. A.                                                              | 105 km/h                                                           |
| Steigzeit                          | 10:54 min auf 2000 m 50:30 min auf 4000 m                         | k. A.                                                              | 13,0 min auf 2000 m 38,0 min auf 4000 m                            |
| Dienstgipfelhöhe                   | 4700 m                                                            | 4700 m                                                             | 4100 m                                                             |
| Reichweite                         | 1200 km                                                           | 960 km                                                             | 960 km                                                             |
| Triebwerke                         | zwei Siemens Jupiter VI 6,3Z mit Dornier-Vierflügel-Holzpropeller | zwei Siemens Sh 22B-2 mit Dreiflügel-Metallpropeller               | zwei Siemens Sh 22B-2 mit Dreiflügel-Metallpropeller               |
| Leistung                           | je 375 kW (510 PS) Nennleistung                                   | je 478 kW (650 PS) Startleistung, je 382 kW (519 PS) Dauerleistung | je 478 kW (650 PS) Startleistung, je 382 kW (519 PS) Dauerleistung |
| Bewaffnung                         | 3 × MG 15, 1000 kg Bomben                                         | 3 × MG 15, 1000 kg Bomben                                          | 3 × MG 15, 1000 kg Bomben                                          |